# ヒウ島
座標: 南緯13度08分38秒 東経166度34分05秒 / 南緯13.144度 東経166.568度
ヒウ島（ヒウとう、Hiw Island）はバヌアツの最北端の島。

## 地理
ヒウ島はトルバ州のトレス諸島で最大の島である。トレス海溝の東側に位置しており、ソロモン諸島のヴァニコロ島の南に位置する。面積は51km2、最高地点は標高366mのウォンバラ山の。
ヒウの最北端はバヌアツの最北地点となっており、Vewoag Pointや地元言語でのNgrë Twomeなどと呼ばれる。ヒウ島の北1.6kmはRecif GiraudeauやNgwey Gakweと呼ばれるサンゴ礁になっており、波が穏やかである。

## 人口
人口はおおよそ270人
3箇所の村があり、3箇所とも東岸に位置している。Yogwye [ˈjɔɰwjə]、Yaqane [jaˈkʷanə]、Yögevigemëne[ˌjɵɣəˌβiɣəˈmenə]の3村で、Yögevigemëneが最大の村となっておりYugemëne [ˌjʉɣəˈmenə]と短縮して呼ばれる事もある。
ヒウ島で使われている言語はヒウ語と呼ばれている。

## 註
1. 1 2  。
 (PDF) 2009 National Census of Population and Housing: Summary Release. Vanuatu National Statistics Office. (2009) 2010年10月11日閲覧。.